# Клайне Цайтунг
„Клайне Цайтунг“ (на немски: Kleine Zeitung GmbH&Co KG – „Малък вестник“) е всекидневник в Австрия с регистрация на компанията-издател в град Грац.
Създаден е от печатното сдружение Katholischer Preßverein, първият брой на вестника излиза във вторник, 22 ноември 1904 г. Понастоящем е собственост на корпоративната медийна група Styria Media Group, която притежава също националния ежедневник Die Presse. Печата се във формат „1/2 Берлинер“.
Вестникът е с дясноцентристка политическа ориентация. Считан е за най-големия регионален вестник в страната. Тиражът му е от 347 000 броя към 2013 г. – на 2-ро място в страната, броят на читателите му се оценява на над 800 000 души. Разпространява се на територията на федералните провинции Щирия, Каринтия, както и в Източен Тирол (ексклавния окръг Лиенц).
Структурата му включва главни редакции в Грац (столицата на Щирия), Клагенфурт (столицата на Каринтия) и Виена; както и 18 регионални бюра в Щирия (10), Каринтия (7) и Източен Тирол (1). Fritz Csoklich е главен редактор на вестника в продължение на 30 години до 1994 г.. Понастоящем главни редактори са Хуберт Патерер (Hubert Patterer) и Антония Гьосингер (Antonia Gössinger).
Вестникът печели престижната европейска награда за дизайн European Newspaper Award в категорията „Регионален вестник“ през 2005 г.